# Kamila Shamsie

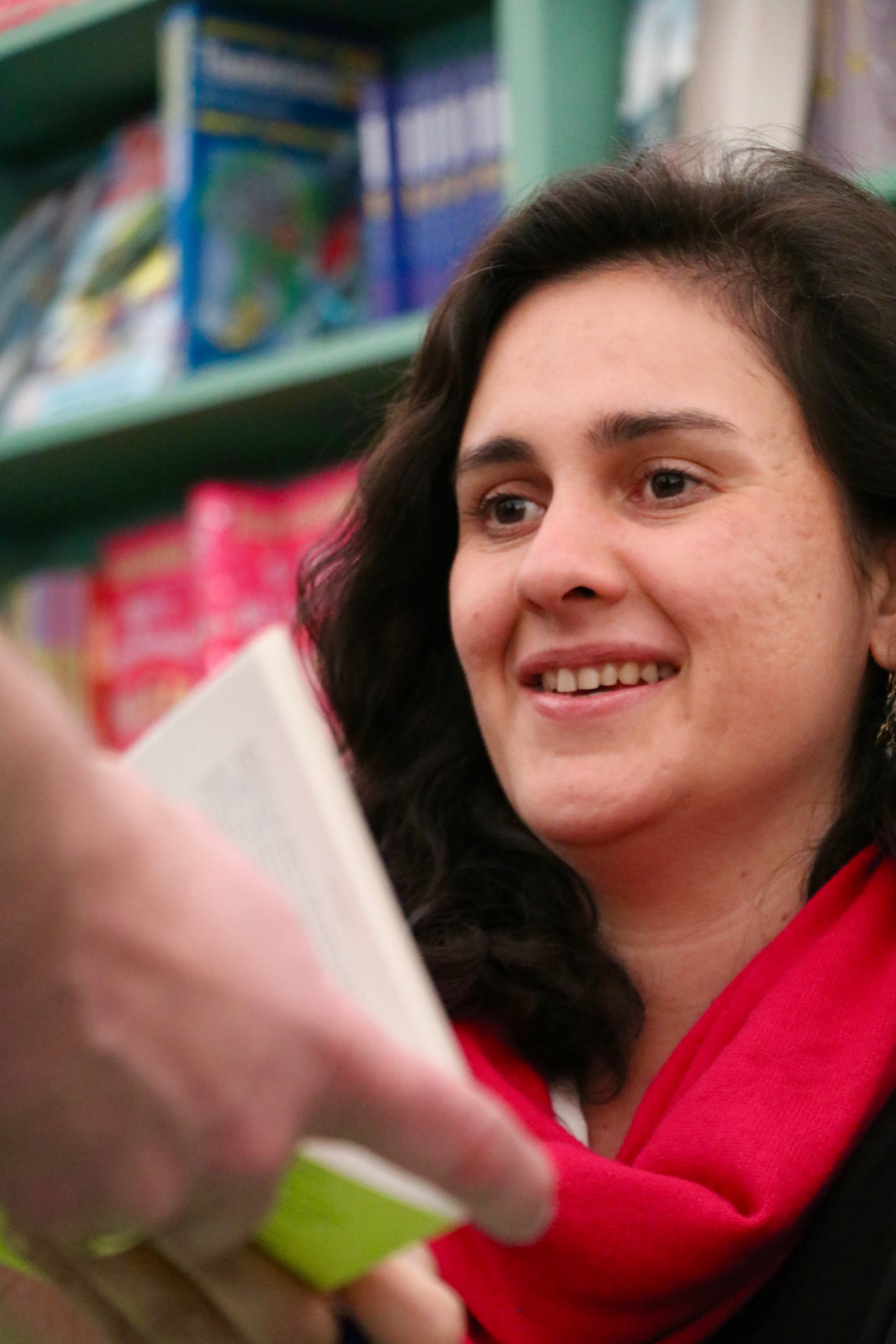
Kamila Shamsie 2016

Kamila Shamsie (n. 1973 - ...) este un romancier pakistanez ce a scris în limba engleză.